# Ochyrocera simoni
Ochyrocera simoni är en spindelart som beskrevs av Octavius Pickard-Cambridge 1894.
Ochyrocera simoni ingår i släktet Ochyrocera och familjen Ochyroceratidae. Inga underarter finns listade i Catalogue of Life.